# Hobbs
Hobbs város az USA Új-Mexikó államában, Lea megyében. Lakosainak száma 40 508 fő (2020. április 1.).

## Népesség
A település népességének változása:

| 2010 | 34 122 |
| 2020 | 40 508 |